# Теорія стійкості

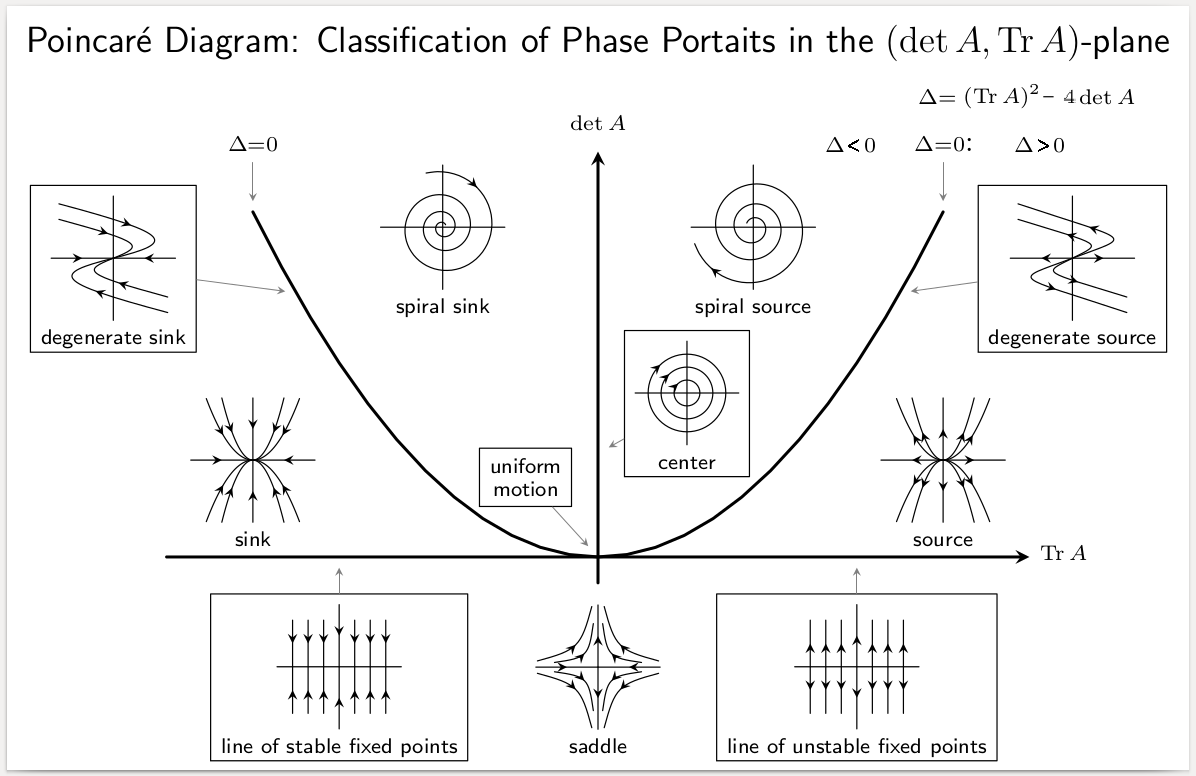
Діаграма стійкості

В математиці, теорія стійкості — наука, яка вивчає стійкість рішень диференціальних рівнянь та траєкторій динамічних систем під впливом малих збурень початкових умов. Рівняння теплопровідності, наприклад, є стіким рівнянням із частинними похідними, оскільки невеликі збурення початкових даних ведуть до малих змін температури через тривалий час, що є наслідком принципа максимуму. Для рівнянь із частинними похідними можна виміряти відстань між функціями за допомогою Lp норми або рівномірної норми, а в диференційній геометрії можливо виміряти відстань між просторами за допомогою відстані Громова–Хаусдорфа.
В динамічних системах, ортбіту називають стійкою, якщо послідуюча орбіта для кожної точки залишається в досить малому околі. Було розроблено різні критерії для доведення стабільності або нестабільності орбіти. За сприятливих обставин, задачу можливо спростити до добре-вивчених задач, що розв'язуються із використанням власних чисел матриць. Більш загальні меоди використовують функції Ляпунова. На практиці, можуть застосовувати будь-яке із множини різних критеріїв стійкості.